# William Purington Cole

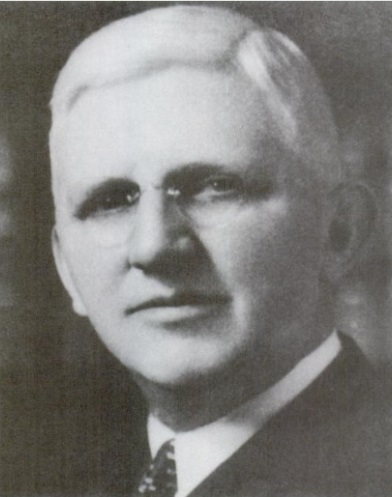
William Purington Cole (1980)

William Purington Cole, Jr. (* 11. Mai 1889 in Towson, Maryland; † 22. September 1957 in Baltimore, Maryland) war ein US-amerikanischer Jurist und Politiker. Zwischen 1927 und 1942 vertrat er zweimal den Bundesstaat Maryland im US-Repräsentantenhaus; anschließend wurde er Bundesrichter.

## Werdegang
William Cole besuchte die öffentlichen Schulen seiner Heimat und studierte danach bis 1910 das Bauwesen am Maryland Agricultural College, der heutigen University of Maryland in College Park. Nach einem anschließenden Jurastudium an dieser Bildungsanstalt und seiner 1912 erfolgten Zulassung als Rechtsanwalt begann er in Towson in diesem Beruf zu arbeiten. Während des Ersten Weltkrieges diente er ab 1917 als Oberleutnant einer Infanterieeinheit der US Army auf dem europäischen Kriegsschauplatz. Nach dem Krieg setzte er seine juristische Tätigkeit fort. Gleichzeitig schlug er als Mitglied der Demokratischen Partei eine politische Laufbahn ein.
Bei den Kongresswahlen des Jahres 1926 wurde Cole im zweiten Wahlbezirk von Maryland in das US-Repräsentantenhaus in Washington, D.C. gewählt, wo er am 4. März 1927 die Nachfolge von Millard Tydings antrat. Da er im Jahr 1928 dem Republikaner Linwood Clark unterlag, konnte er bis zum 3. März 1929 zunächst nur eine Legislaturperiode im Kongress absolvieren. Danach praktizierte er wieder als Anwalt. 1930 wurde Cole erneut im zweiten Distrikt von Maryland in den Kongress gewählt, wo er am 4. März 1931 Clark wieder ablöste. Nach fünf Wiederwahlen konnte er dort bis zu seinem Rücktritt am 26. Oktober 1942 verbleiben. Während seiner Zeit im Kongress wurden dort seit 1933 die New-Deal-Gesetze der Bundesregierung unter Präsident Franklin D. Roosevelt verabschiedet. Außerdem wurden im Jahr 1933 der 20. und der 21. Verfassungszusatz ratifiziert.
Coles Rücktritt erfolgte nach seiner Ernennung zum Richter am Bundeszollgericht (United States Court of Customs). Er blieb bis zu seinem Tod im Jahr 1957 Bundesrichter; seit 1952 war er am Berufungsgericht für Zoll- und Patentangelegenheiten (United States Court of Customs and Patent Appeals) tätig. William Cole war außerdem in den Jahren 1940 bis 1943 im Leitungsgremium der Smithsonian Institution. Bereits seit 1931 gehörte er dem Vorstand der University of Maryland an. Im Jahr 1944 wurde er dessen Vorsitzender. Er starb am 22. September 1957 in Baltimore und wurde auf dem Nationalfriedhof Arlington in Virginia beigesetzt.